# 萬葉学会
萬葉学会（まんようがっかい、英語: Manyo Society）は、日本の学術研究団体の一つ。

## 概要
『萬葉集』と関連各分野の研究を目的として1951年（昭和26年）に発会した。学術研究団体としての種別は単独学会。日本学術会議協力学術研究団体である。

## 事業
- 学会誌『萬葉』の発行（年2回）
- 萬葉学会全国大会の開催
- 萬葉学会奨励賞の授与
- その他、萬葉の研究、普及のための支援やイベントの開催[3]

## 組織

### 本部
大阪府吹田市山手町3丁目3番35号関西大学文学部国語国文学専修合同研究室内

### 事務室
和歌山県和歌山市梶取17－2株式会社ウイング内

## 入会資格
- 萬葉集を愛好される方[3]

## 会誌
- 『萬葉』[5] - 1951年（昭和26年）10月発刊。現在は年2回発行され、発行から3年経過したものはウェブ上で公開されている。